# Iglesia del Espíritu Santo de Rosemont
La Iglesia del Espíritu Santo de Rosemont (en francés: Église Saint-Esprit-de-Rosemont) es una iglesia católica en la división de Rosemont-La Petite-Patrie en la ciudad de Montreal. Construida entre 1931 y 1933, es una de las raras iglesias con arquitectura Art-deco. El arquitecto Joseph-Égilde-Césaire Daoust, terminó los cimientos y los sótanos, entre 1922-23. Y completó la iglesia, entre 1932-33.
Está situado en la calle Masson, en el corazón del barrio de Vieux-Rosemont.

## Historia
En 1902, el desarrollo de CPR Angus Shops, las oficinas y talleres de reparación de material ferroviario de la Canadian Pacific Railway, dio lugar a una rápida expansión de la zona, que requeririó la creación de la Parroquia Santa Filomena en 1905. Una capilla fue construida en 1907. La presente parroquia es de 1914. La capilla pronto se hizo insuficiente para atender a la población local, que se incrementó rápidamente.
La base de la actual iglesia fue construida entre 1922 y 1923 y su construcción se llevó de 1931 a 1933. La Casa Casavant instaló el órgano .
En 1949, se retiró la torre neogótica por las explosiones de las minas cercanas, que la hicieron instable.
En 1964 la parroquia de Santa Filomena cambia de nombre a Espíritu Santo.
Una de las farolas de estilo art déco ubicadas en la parte delantera de la iglesia fue robada durante la tormenta de hielo de Norte América en 1998. En 2012 , una segunda lámpara fue retirado porque estaba demasiado dañado por el óxido.